# Büssing

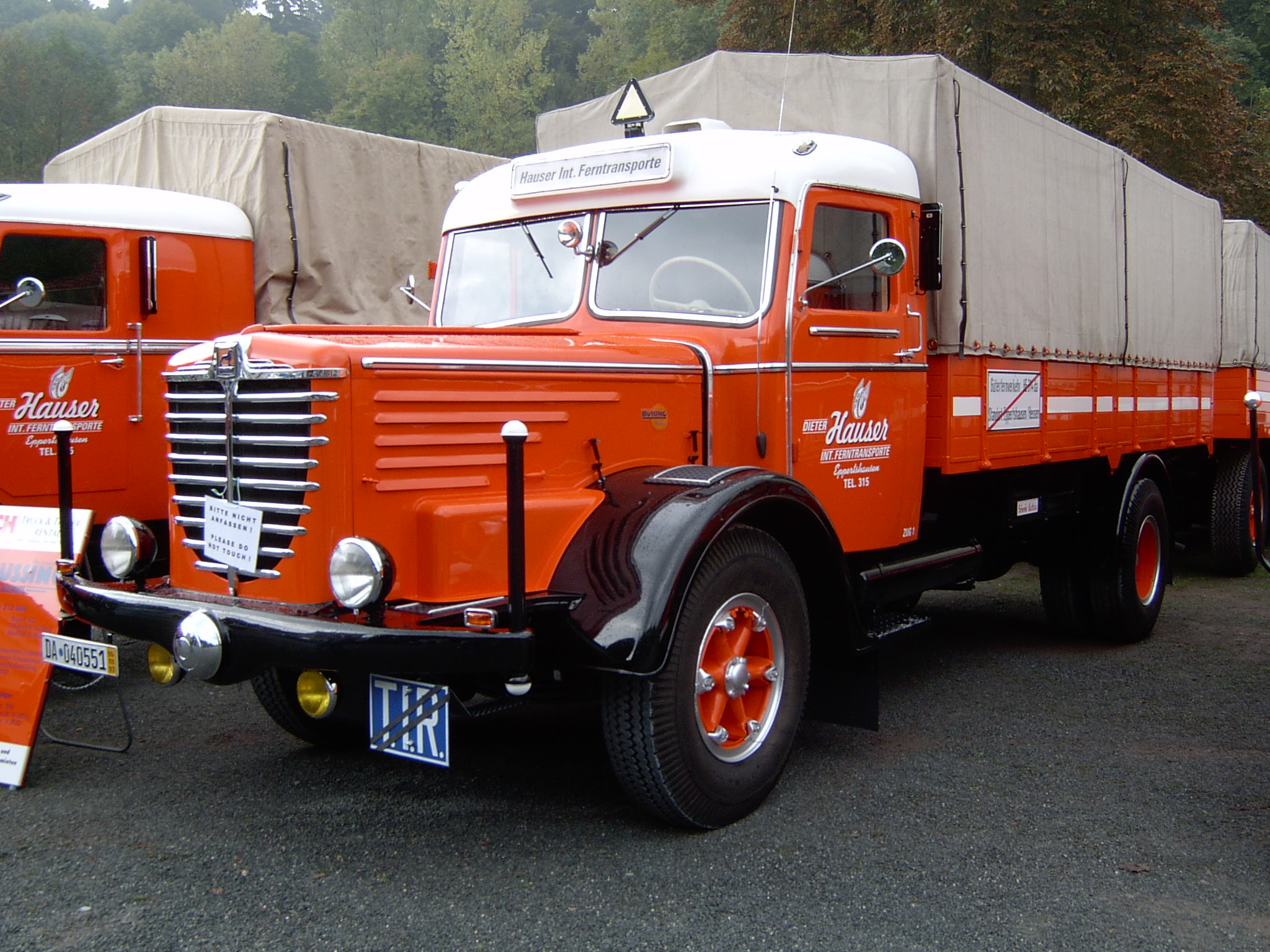
Büssing lastbil

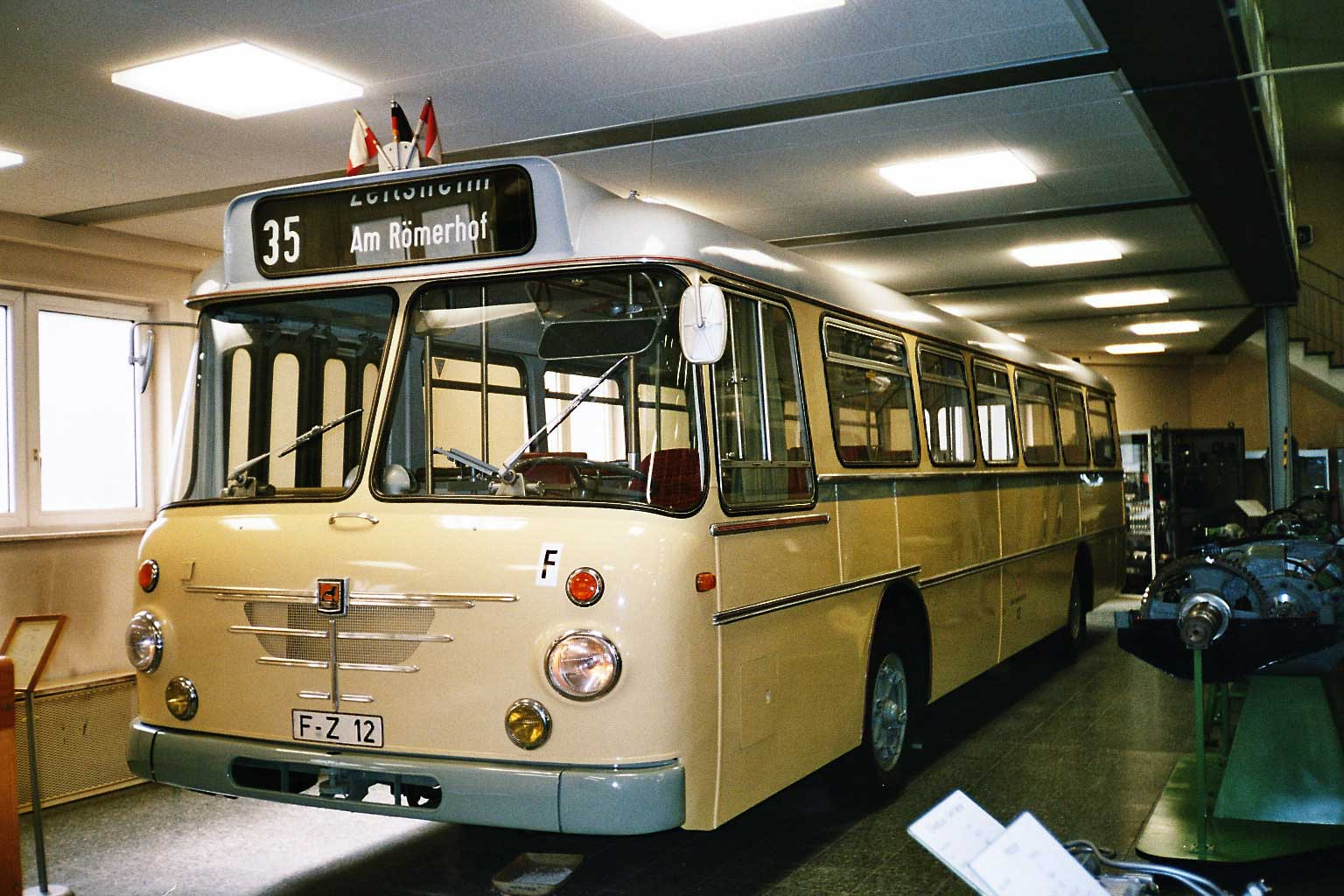
Büssing Senator från 1964. Bussen på bilden är från Frankfurt am Main men samma modell fanns på SL i Stockholm under samma tid.

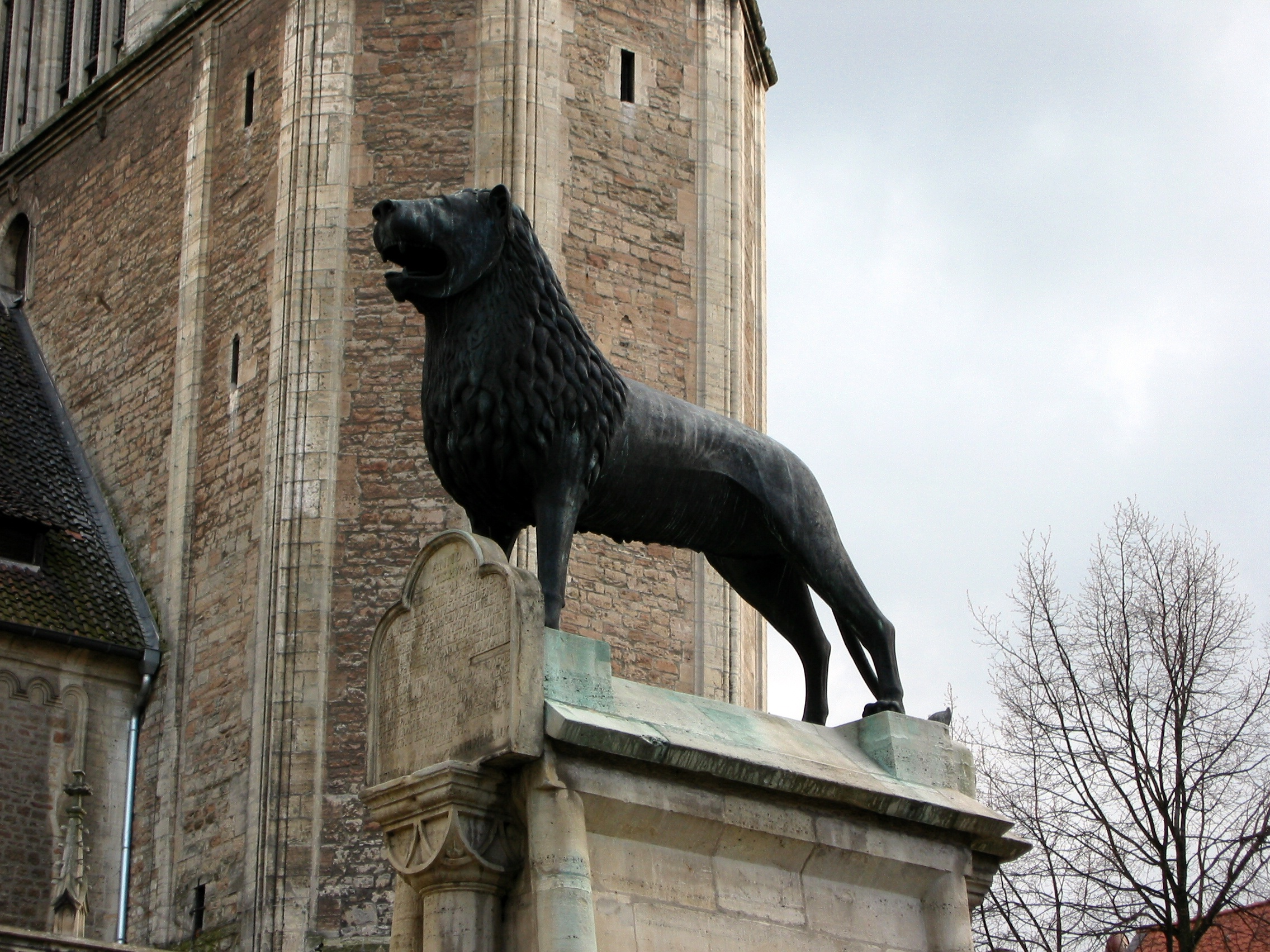
Denna staty i Braunschweig blev symbolen för Büssing

Büssing var tysk lastbils- och busstillverkare i Braunschweig, uppköpt av M.A.N. 1971. 
Büssing var en av Tysklands största busstillverkare och köptes därför upp av lastbilstillverkaren M.A.N. Det märke föreställande ett lejon som pryder nuvarande MAN:s lastbilar och bussar kommer från Büssing som i sin tur tagit det från statyn Braunschweiger Löwe i hemstaden Braunschweig. 
Under 1960-talet, inför högertrafikomläggningen, köpte SL i Stockholm in en stor serie bussar från Büssing. Under 1960- och 1970-talen var bussar från Büssing de allra vanligast förekommande på SL. Dessa bussar präglade Stockholms gator och Büssing blev den typiska Stockholmsbussen. Under slutet av 1970-talet började de allra första exemplaren att ersättas av nyare bussar och busstypen försvann helt från Stockholms gator under 1980-talet. Ett litet antal bussar från Büssing finns idag bevarade som museifordon.